# Najkrajši dan
Najkrajši dan (italijansko Il giorno più corto) je italijanska komedija iz leta 1963. Je parodija na vojni film Najdaljši dan, v glavnih vlogah pa igrata priljubljeni dvojec Ciccio Ingrassia in Franco Franchi. Na desetine drugih znanih igralcev, tako iz evropske kot ameriške kinematografije, se je strinjalo, da se bodo v filmu brezplačno pojavili v epizodnih vlogah, da bi preprečili bankrot produkcijske hiše Titanus.

## Zgodba
Dva Sicilijanca, Franca in Ciccio, odpeljejo iz majhnega mesta na Siciliji in pošljejo ven z enoto v italijanski vojski, ki se mora boriti proti avstrijskim vojakom v prvi svetovni vojni. Po koncu vojne se Franco in Ciccio, bolj nerodna kot kdaj koli prej, vrneta v Italijo, a ostaneta brez dela.

## Vloge
- Gino Cervi
- Totò
- Annie Girardot
- Ugo Tognazzi
- Eduardo De Filippo
- Peppino De Filippo
- Aldo Fabrizi
- Gabriele Ferzetti
- Philippe Leroy
- Amedeo Nazzari
- Tomas Milian
- Romolo Valli
- Renato Salvatori
- Paolo Stoppa
- Walter Chiari
- Franca Valeri
- Anouk Aimée
- Franco Citti
- Sylva Koscina
- Virna Lisi
- Carlo Pisacane
- Giuliano Gemma
- Massimo Girotti
- Mario Girotti
- Franco Fabrizi
- David Niven
- Erminio Macario
- Tiberio Murgia
- Raimondo Vianello
- Memmo Carotenuto
- Nino Castelnuovo
- Luciano Salce
- Nino Taranto
- Aroldo Tieri
- Yvonne Sanson
- Simone Signoret
- Susan Strasberg
- Valentina Cortese
- Lorella De Luca
- Sandra Mondaini
- Ilaria Occhini
- Antonio Acqua
- Ivo Garrani
- Sergio Fantoni
- Paolo Ferrari
- Ángel Aranda
- Fiorenzo Fiorentini
- Paolo Panelli
- Teddy Reno
- Alberto Lupo
- Fausto Tozzi
- Enrico Viarisio
- Pierre Brice
- Aldo Bufi Landi
- Vittorio Caprioli
- Gordon Scott
- Joe Sentieri
- Massimo Serato
- Gabriele Tinti
- Jacques Sernas
- Nino Terzo
- Franco Sportelli
- Luisella Boni
- Lia Zoppelli
- Lilla Brignone
- Rossella Como
- Scilla Gabel
- Cristina Gaioni
- Mark Damon
- Nora Ricci
- Rina Morelli
- Antonella Lualdi
- Frank Latimore
- Franco Giacobini
- Stewart Granger
- Gérard Herter
- Franco Balducci
- Alberto Farnese
- Gianni Garko
- Maurizio Arena
- Giacomo Furia
- Stelvio Rosi
- Umberto Orsini
- Luigi Pavese
- Emilio Pericoli
- Walter Pidgeon
- Steve Reeves
- Roberto Risso
- Mac Ronay
- Folco Lulli
- Piero Lulli
- Ettore Manni
- Rik Battaglia
- Francesco Mulé
- Jean-Paul Belmondo
- Vittorio Gassman
- Aldo Giuffrè
- Renata Mauro
- Sandra Milo